# Мечеть Ала ад-Дина (Конья)
Мечеть Ала ад-Дина (тур. Alâeddin Camii) — старейшая архитектурная достопримечательность в турецком городе Конья. Мечеть расположена на центральном (историческом) городском холме, также носящем имя Ала ад-Дина. Мечеть является усыпальницей сельджукских султанов.

## История

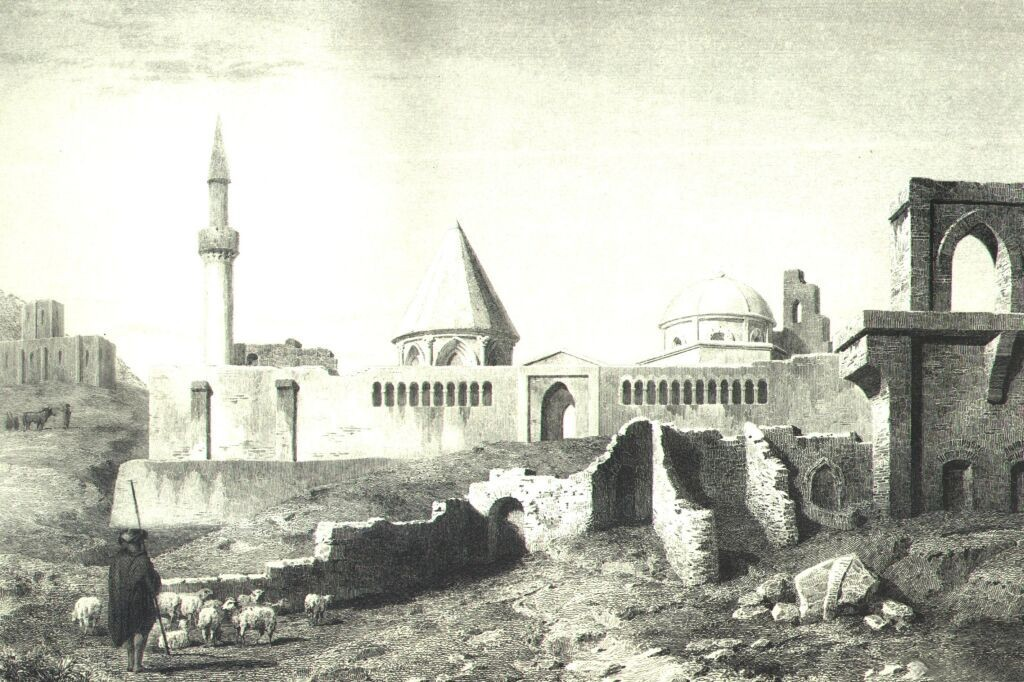
Мечеть Ала ад-Дина в 1849 году

После захвата Коньи сельджуками в 1080 году многие византийские культовые сооружения постепенно перестраиваются в мечети. В основе мечети Ала ад-Дина также находится византийская базилика. Первые перестройки начались в 1150 году во время правления султана Масуда I. К этому же периоду относится минбар из эбенового дерева, изготовленный в 1155 году и являющийся древнейшим образцом сельджукского искусства в Анатолии. К этому же времени относятся, изразцовый михраб и центральный купол.

Масштабные работы по реконструкции и расширению мечети развернулись в 1219 году при султане Кей-Кавусе I. При нём создаётся монументальный фасад с северной стороны, с видом на город и дворец султанов. Тогда же начинает возводиться и мраморная гробница султанов, однако, смерть Кей-Кавуса прервала эти работы. Возобновлены они были уже при его брате и преемнике султане Ала ад-Дине Кей-Кубаде I. По распоряжению Ала ад-Дина в главном зале мечети в 1235 году устанавливаются 42 колонны.

После этого на протяжении более чем шести с половиной веков мечеть практически не изменялась. Только в 1891 был возведён минарет и создан новый мраморный михраб.

## СултаныРума, похороненные в мечети
- Масуд I
- Кылыч-Арслан II
- Рукн ад-дин Сулейман-шах
- Кей-Хосров I
- Ала ад-Дин Кей-Кубад I
- Кей-Хосров II
- Кылыч-Арслан IV
- Кей-Хосров III

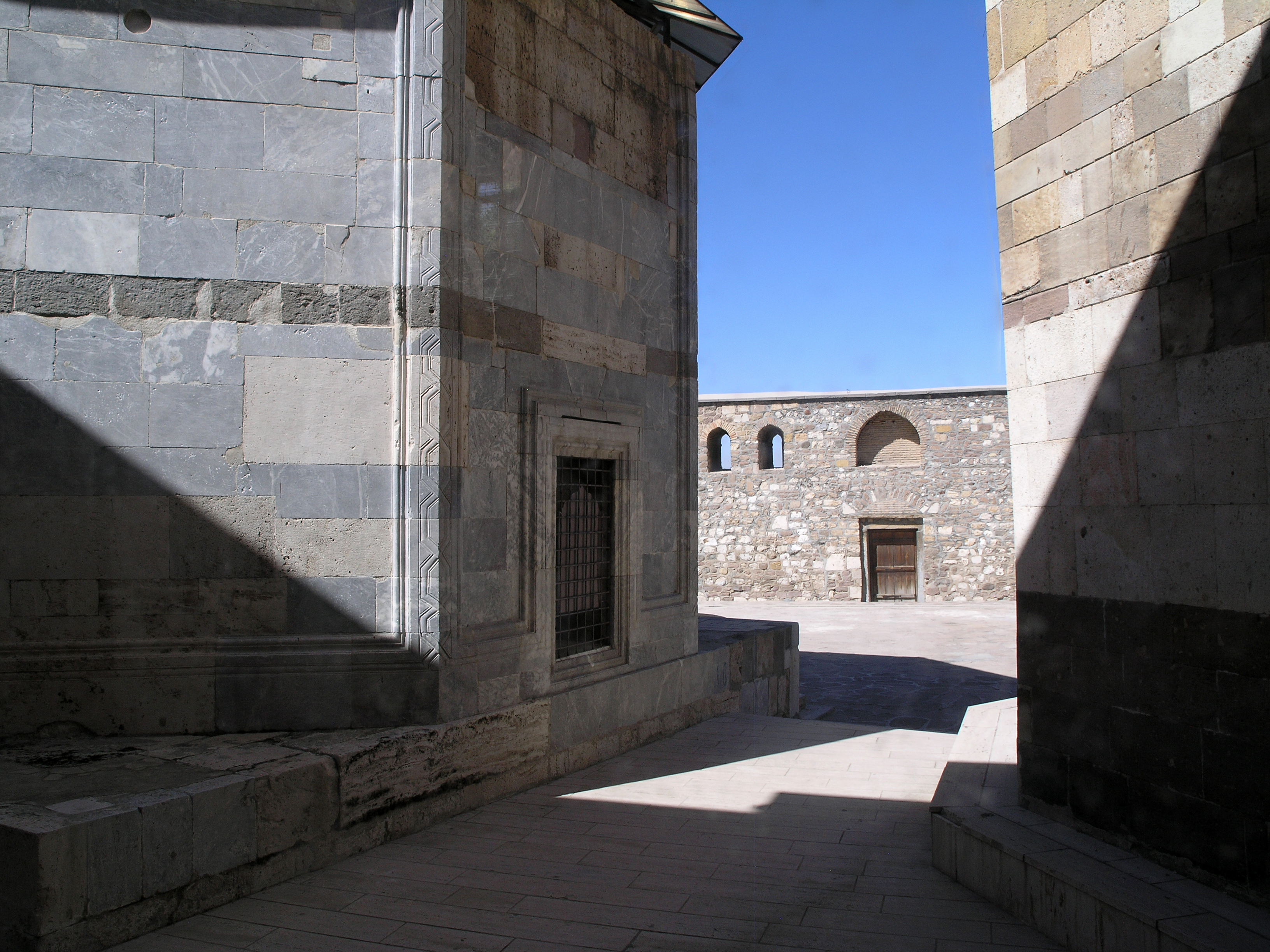
Анонимный мавзолей

Также при Кей-Кавусе I была сооружена, но не полностью завершена, восьмиугольная гробница сейчас известная как Adsız Türbe, что переводится как «Анонимный мавзолей», так как до сих пор неизвестны имена захороненных в ней людей.

## Галерея

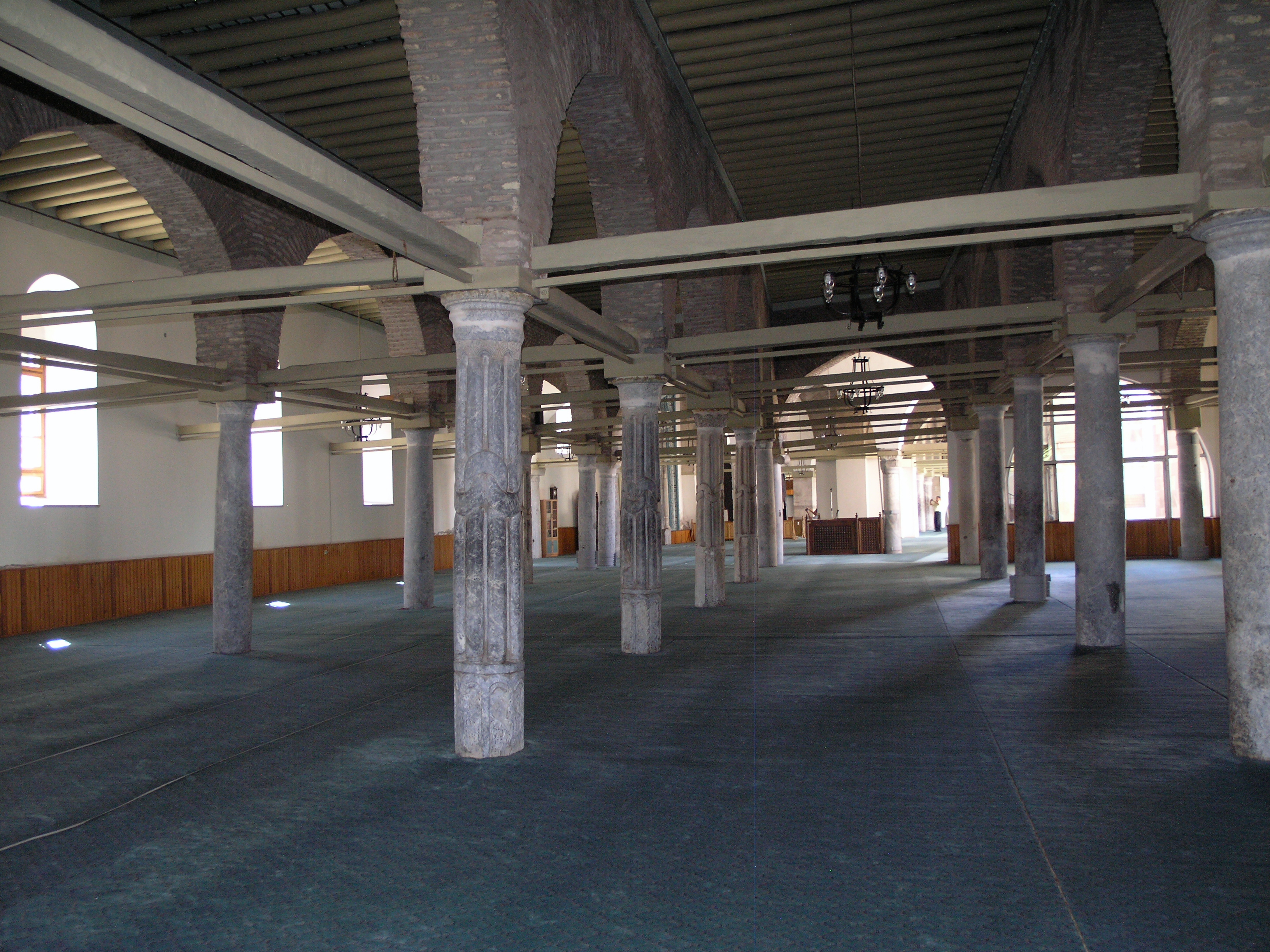
Колонны в центральном зале
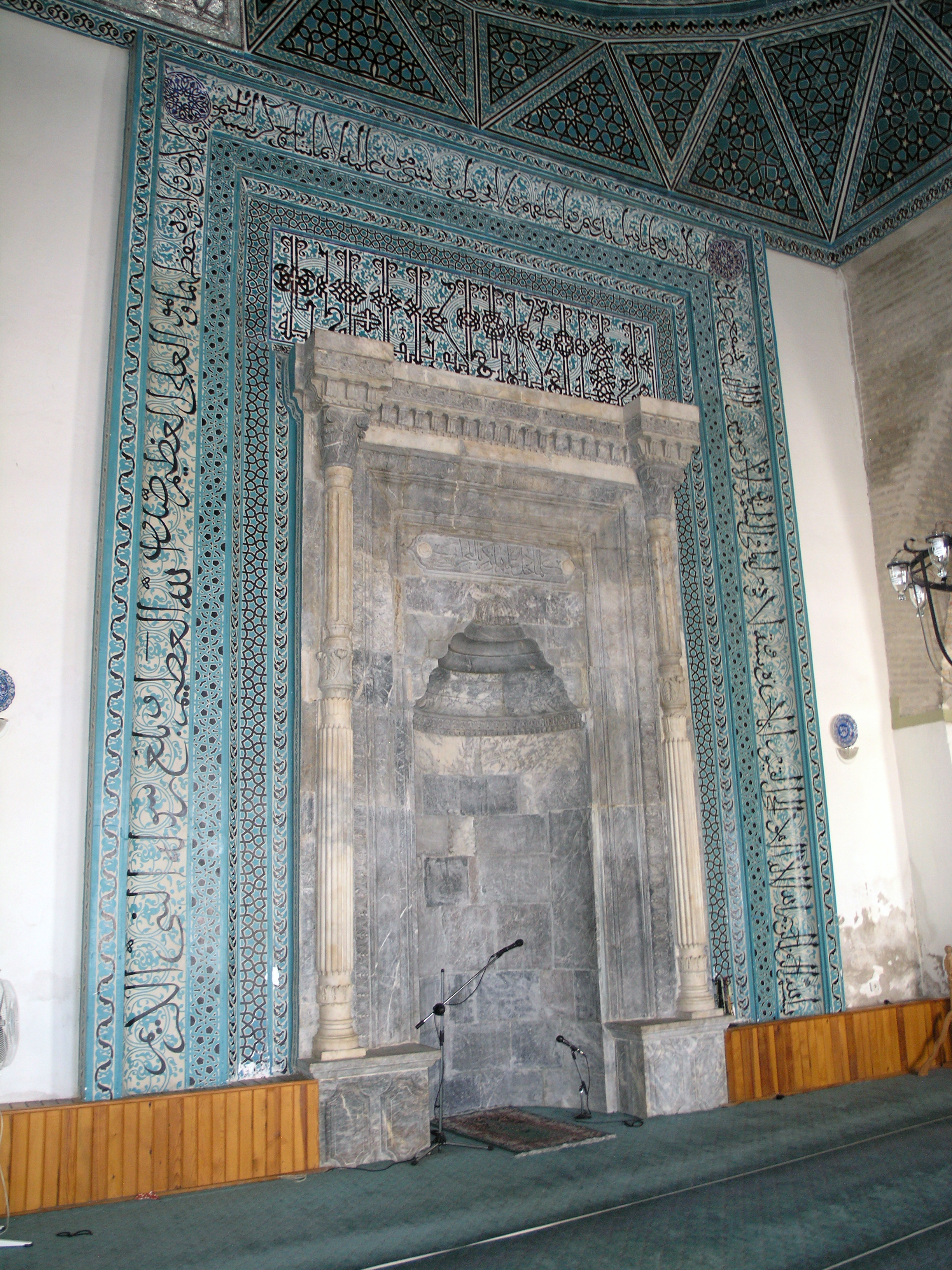
Михраб
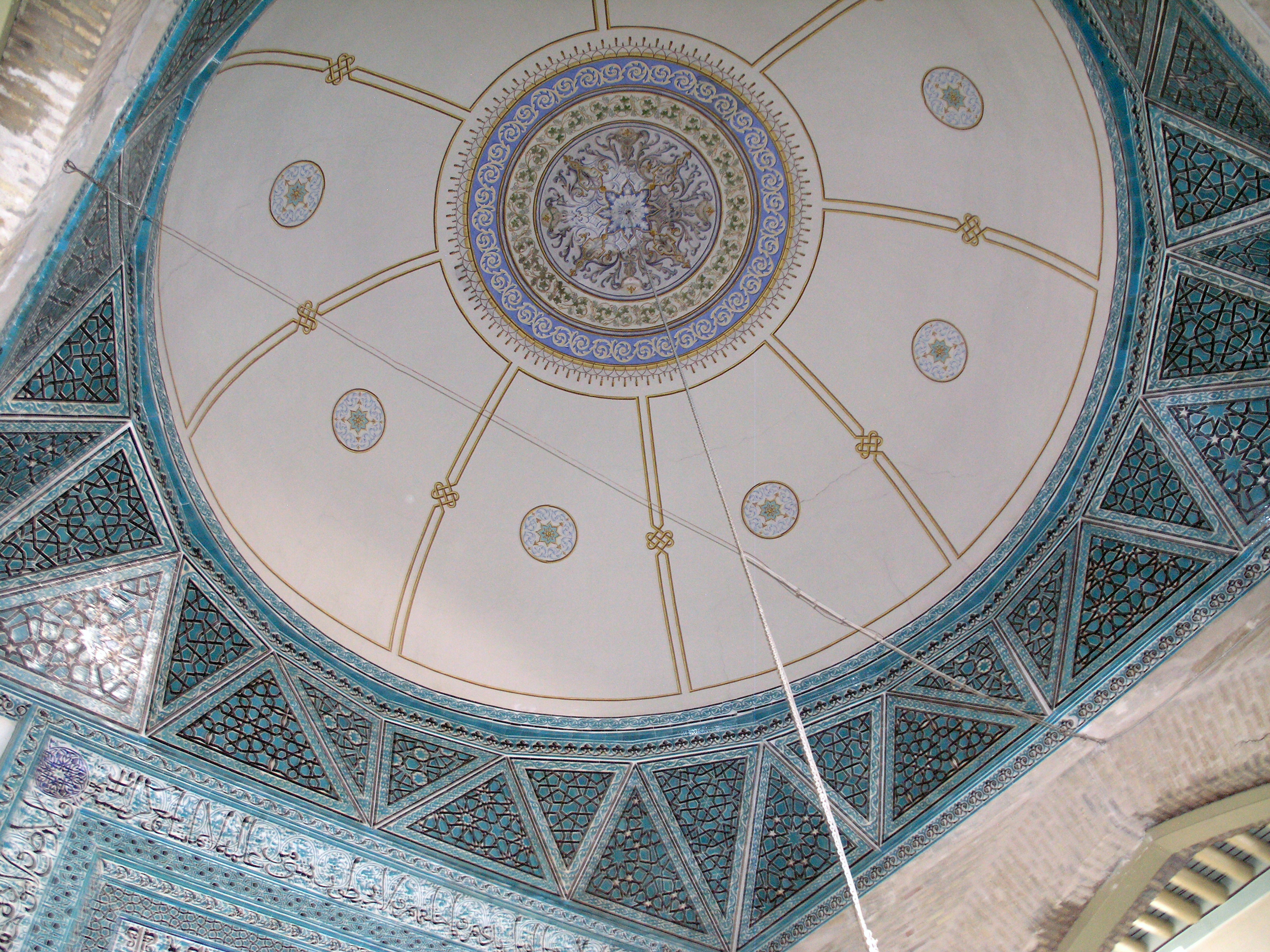
Центральный купол
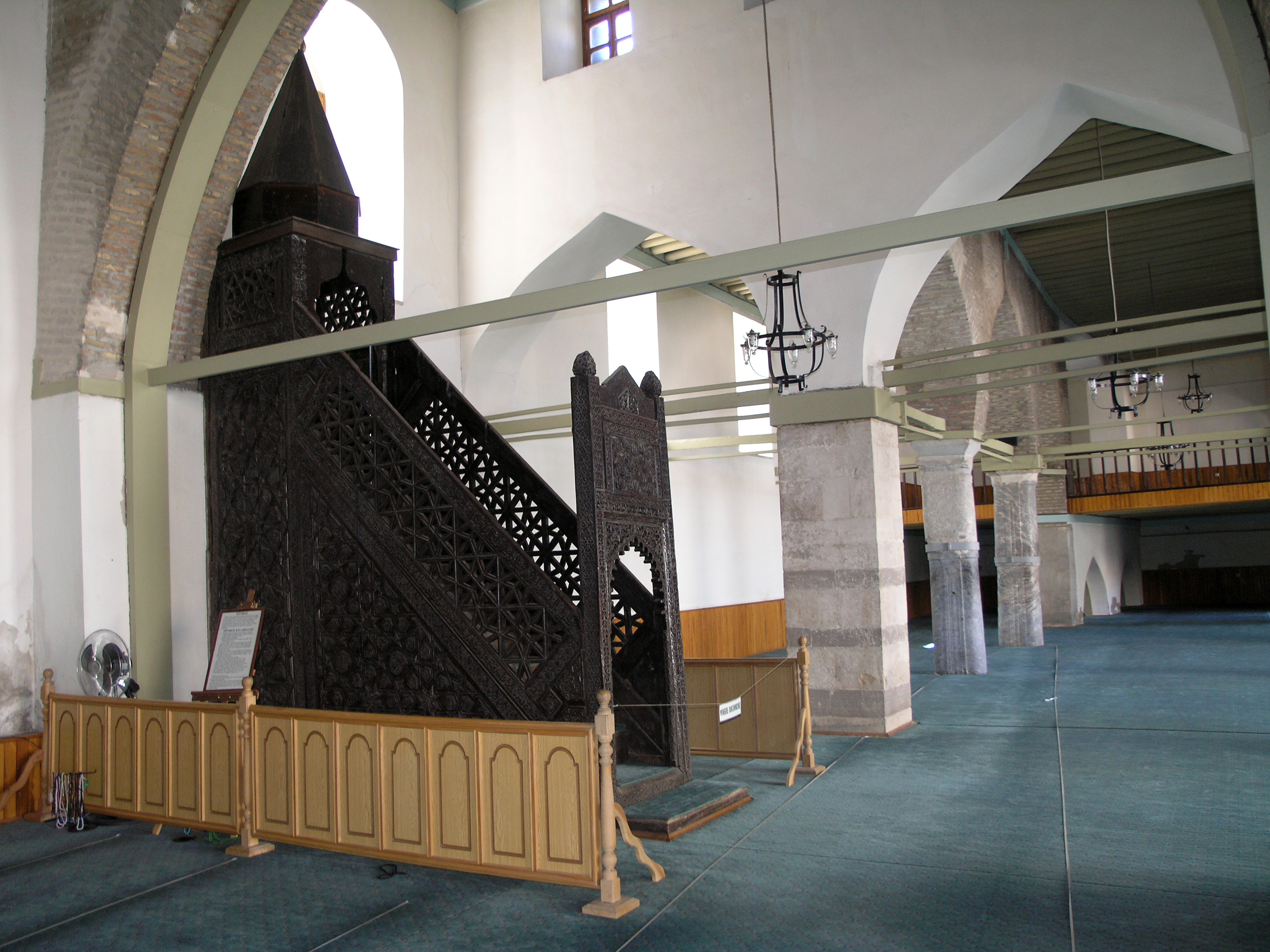
Минбар
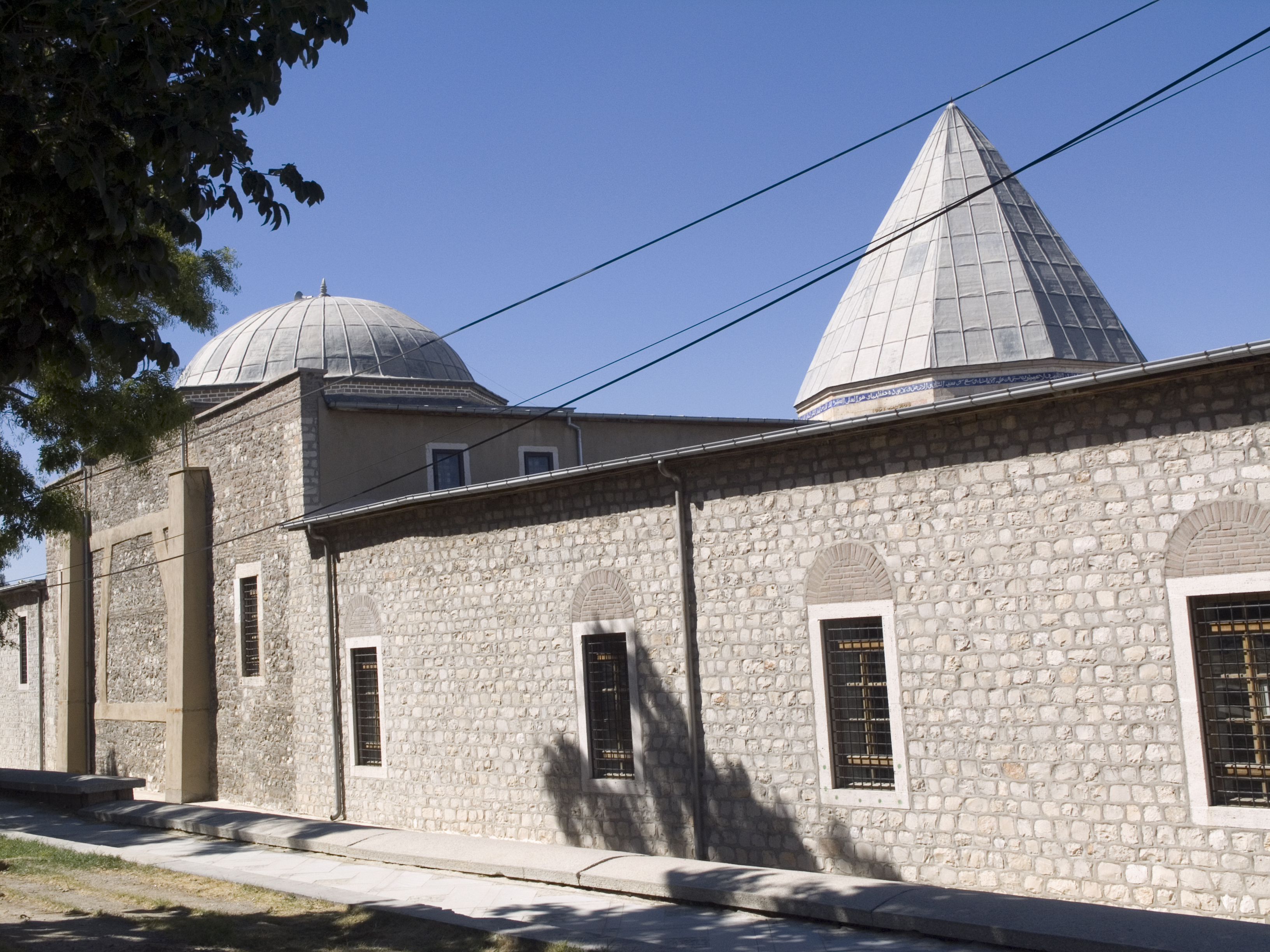
Южный фасад